# Sala Polivalentă (Bistrița)
A TeraPlast Arena (em inglês:  Multipurpose Hall) é uma arena coberta multiuso actualmente em construção em Bistrița, Romênia. A arena era anteriormente chamada de Polyvalent Hall, mas foi renomeada no dia 1º de março de 2023, quando a instalação entrou em um novo acordo de naming rights de arena com a TeraPlastpor uma taxa anual de 134 220 euros até, pelo menos, 2028. 

Outside the Polyvalent hall

Inside the Polyvalent Hall

Ela está localizada no Complexo Wonderland.O complexo será equipado com um campo de esportes multifuncionais, e quadras de handebol ao ar livre, basquete e tênis, além de uma pista de corrida de 132 m. O primeiro andar do prédio será destinado aos espectadores, com arquibancada com 2.647 lugares + stand retrátil com 360 lugares, mas também para salas onde você pode organizar karatê, judô, balé ou treinamentos de dança moderna. O complexo esportivo também terá acomodação para atletas no cantão e, graças às modernas instalações para som e luzes, salas de mídia e instalações específicas, poderão sediar diferentes eventos. O Governo romeno, por meio do Ministério do Desenvolvimento, forneceu o financiamento necessário, no valor de 128,5 milhões de lei, para a realização deste investimento.